# Llanferres
Llanferres est un village et une communauté du Denbighshire, au pays de Galles.
Il est situé dans l'est du comté, dans la vallée de l'Alyn (en), à mi-chemin entre les villes de Mold et Ruthin.

## Démographie
Au recensement de 2011, la communauté de Llanferres comptait 827 habitants.